# Vlag van Jemen
De vlag van Jemen werd aangenomen op 22 mei 1990, dezelfde dag dat Noord-Jemen en Zuid-Jemen verenigden. Het patroon van rood, wit en zwarte strepen stonden op vlaggen van de beide naties, en zijn de traditionele pan-Arabische kleuren, ook gevonden op onder andere de Vlag van Egypte, de Vlag van Syrië en de vroegere Vlag van Irak.
Volgens de officiële beschrijving staat het rood voor het bloedvergieten van de martelaren, en voor de eenheid. Het wit staat voor een heldere toekomst, en het zwart staat voor het donkere verleden van het gebied.

## Historische vlaggen
Voor de eenwording in 1990 was Jemen gesplitst in Noord- en Zuid-Jemen.

### Noord-Jemen
Na zijn onafhankelijkheid van het Ottomaanse Rijk gebruikte het Mutawakkilitisch Koninkrijk Jemen het grootste deel van zijn bestaan, van 1918 tot 1923 voerde het koninkrijk, net als veel andere Arabische staten, een rode vlag. In 1923 werd de sjahada in wit toegevoegd. Tussen 1927 en 1962, een rode vlag met een wit zwaard en vijf witte sterren. Toen het in 1962 de Jemenitische Arabische Republiek werd, nam de vlag de Arabische bevrijdingskleuren van 1952 aan met een groene ster in het midden van de witte band.

Vlag van het Mutawakkilitisch Koninkrijk Jemen (1918-1923)
Vlag van het Mutawakkilitisch Koninkrijk Jemen (1923-1927)
Vlag van het Mutawakkilitisch Koninkrijk Jemen (1927-1962)
Vlag van de Jemenitische Arabische Republiek (1962)
Vlag van de Jemenitische Arabische Republiek (1962-1990)

### Zuid-Jemen
De vlag van de Democratische Volksrepubliek Jemen in het zuiden was de Arabische Bevrijdingsvlag van 1952 met een hemelsblauwe driehoek met een rode ster (het embleem van de Jemenitische Socialistische Partij) naast de hijs. De vlag werd aangenomen op 30 november 1967 toen Zuid-Jemen zich onafhankelijk verklaarde van het Verenigd Koninkrijk tot de Jemenitische hereniging in 1990. De vlag werd opnieuw een paar maanden gebruikt in 1994 tijdens het bestaan van de Democratische Republiek Jemen. Tegenwoordig wordt de Zuid-Jemenitische vlag gebruikt door de separatistische aanhangers van de Zuidelijke Beweging en de Zuidelijke Overgangsraad.
De blauwe driehoek week aanzienlijk af van het gebruikelijke pan-Arabische kleurenschema in een mate die uniek was voor Arabische staten. De lichtblauwe driehoek was bedoeld als symbool voor het volk onder leiding van het Nationaal Bevrijdingsfront, de rode ster.

Vlag van de Democratische Volksrepubliek Jemen (1967-1990)
Presidentiële standaard van de Democratische Volksrepubliek Jemen (1967-1990)
Vlag van de Jemenitische Socialistische Partij

#### Zuid-Arabische Federatie
De federatie werd op 4 april 1962 gevormd uit de Federatie van Zuid-Arabische Emiraten. Op 18 januari 1963 werd de kolonie Aden bij de federatie gevoegd. In juni 1964 kwam ook het Sultanaat opper-Aulauqi bij de Zuid-Arabische federatie. In 1967 werd de federatie, samen met het Protectoraat Zuid-Arabië, onafhankelijk van het Verenigd Koninkrijk als de Democratische Volksrepubliek Jemen, ook bekend als Zuid-Jemen.
De aangenomen vlag bestaat uit vijf horizontale banen, zwart (boven), geel, groen, geel en lichtblauw; in het midden daarvan een witte halve maan en vijfpuntige ster. Met betrekking tot de gekozen kleuren wordt gezegd dat zwart de bergen symboliseert, groen de vruchtbare landen, blauw de zee en geel de woestijn.

Kolonie Aden (1937-1963)
Zuid-Arabische Federatie (1962-1967)
Staat Aden (1963-1967)
Emiraat Beihan
Emiraat Dhala
Sultanaat Fadhli
Sultanaat Neder-Yafa
Sultanaat Lahej
Wahidi Haban
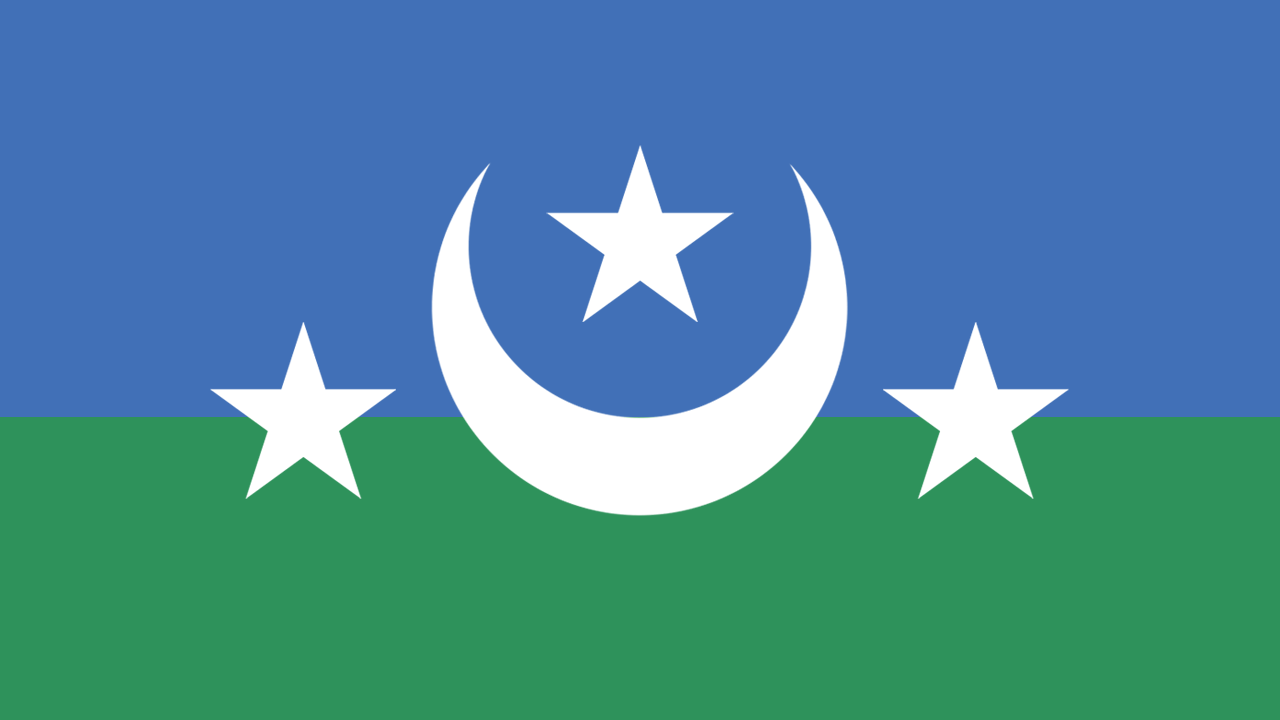
Dathina
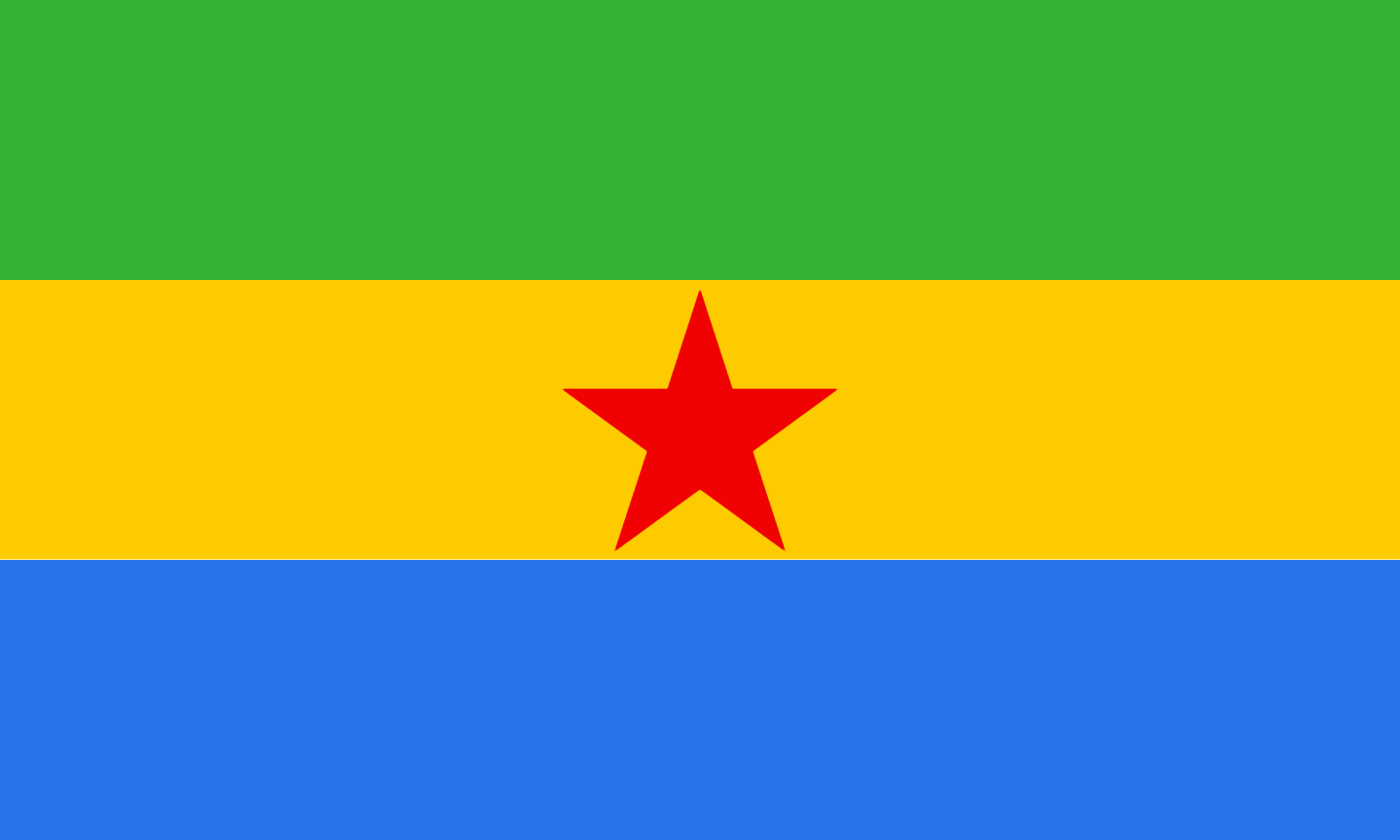
Haushabi
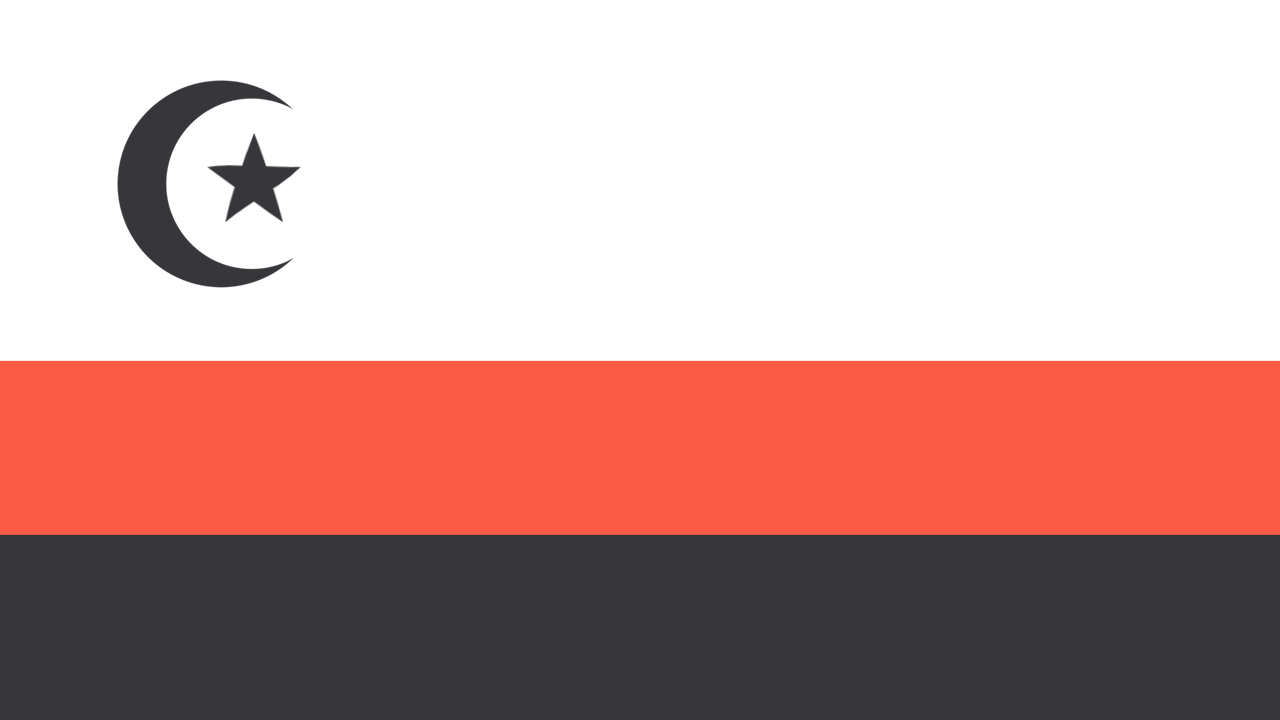
Sultanaat Baidah
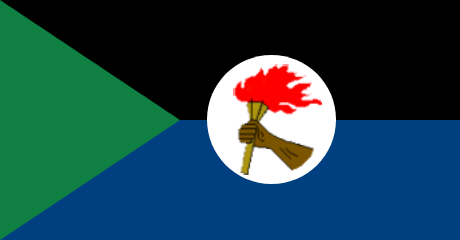
Sultanaat Neder-Aulaqi

#### Protectoraat Zuid-Arabië
Het Protectoraat Zuid-Arabië bestaat uit staten in het centrale zuiden van het Arabisch Schiereiland (Hadramaut) die onder beschermingsovereenkomsten met Groot-Brittannië vallen. De staten sloten zich niet aan bij de Federatie van Zuid-Arabië. Het protectoraat werd van Zuid-Jemen na de Radfan-opstand en de staatsgreep tegen de sultans van de provincies. Nu maakt het deel uit van de Republiek Jemen.

Sultanaat Kathiri
Qu'aiti (1880-1939)
Qu'aiti (1939-1967)
Sultanaat Mahra
Sultanaat Wahidi Balhaf
Sultanaat Hoger-Yafa

#### Politieke vlaggen

Vlag van het Algemene Volkscongres
Vlag van de Jemenitische Socialistische Partij
Vlag van de Baath-partij
Vlag van de Houthi's